# Atnià
Atnià - Атня (rus) - és un poble de la República del Tatarstan, a Rússia. El 2000 tenia 297 habitants.